# Kensal Green
Kensal Green – dzielnica Londynu, w Wielkim Londynie, leżąca w gminie Brent. Leży 9,3 km od centrum Londynu. W 2011 roku dzielnica liczyła 14 915 mieszkańców.